# 克利奥·希尔
克利奥·希尔（英語：Cleo Hill，1938年5月24日—2015年8月10日），美国NBA联盟前职业篮球运动员。他在1961年的NBA选秀中第1轮第8顺位被圣路易斯鹰选中。